# ロズウェル国際空港

ロズウェル国際空港 (IATA: ROW, ICAO: KROW, FAA LID: ROW) は、アメリカ合衆国ニューメキシコ州ロズウェル市にある地方空港で、第二次世界大戦中は、ウォーカー空軍基地（Walker Air Force Base）と呼ばれ、かつてのアメリカ空軍の基地であったが、現在は、ロズウェル国際空港として機能している。尚、国際空港という名称ではあるが一地方の空港であるため、日本からだけではなく、どの国からの国際線も直行便は無い。
定期便が減少した現在、広い敷地を利用して、使用しない航空機の機体を駐機している。いわゆる飛行機の墓場の一つ。
2025年より、これまでネヴァダ州リノで開催されていたリノ・エアレースがロズウェルに開催地を移すことになっている。

## 就航都市
| 航空会社         | 就航地                              |
| ---------------- | ----------------------------------- |
| エンヴォイ・エア | ダラス/フォートワース、フェニックス |
| メサ航空         | アルバカーキ                        |